# アルマ・リチャーズ
アルマ・リチャーズ (Alma Wilford Richards、1890年2月20日- 1963年4月3日)は、アメリカ合衆国の陸上競技選手。1912年ストックホルムオリンピックの金メダリストである。

## 経歴
リチャーズは、ユタ州南西部の田舎町パロワン出身。彼は、中学2年のとき学校をやめて世界を旅すること思い立った。しかし、出発して程なくネイティブアメリカンの人物から諭され学校に戻ることとした。
その後、リチャーズは、ユタ州プロボのブリガムヤング高校に入学。高校時代、バスケットボールをしていたところをコーチに見出され、走高跳をするよう指導され、6フィートの高さを難なくクリアした。それを見たコーチは、リチャーズをストックホルムオリンピックの代表選考会に出場させるため、資金集めをはじめた。選考会に出場したリチャーズは、全米チャンピオンのジョージ・ホーリンを下しストックホルムオリンピック出場を決める。そして、オリンピック本番でも1m93を跳び、金メダルを獲得した。
リチャーズは1913年に高校を卒業しコーネル大学に入学。オリンピックの活躍は彼に大変自信を持たせた。リチャーズはかつてはそれほど秀でた人物ではなかったが、コーネル時代、勉強にスポーツに、その才能が大きく花開くこととなった。1913年のAAU(全米体育協会)選手権の走高跳を制した後は、競技のレパートリーを増やし、十種競技にも挑戦するようになった。1915年のAAU選手権では十種競技で、2位で後の国際オリンピック委員会(IOC)会長に就任するアベリー・ブランデージに500ポイントもの大差をつけ優勝する。
1916年のベルリンオリンピックでは十種競技と、走高跳の2種目制覇が可能なはずであったが、第一次世界大戦によって出場はかなわず、彼は再びオリンピックに出場することはなかった。
1917年、コーネル大学を卒業後は、スタンフォード大学の大学院に進学。その後、南カリフォルニア大学のロー・スクールに入学し、走高跳と同じようにロー・スクールの課程をクリア。しかし、彼は法曹の道に進まず、代わりにロサンゼルスの高校で、引退するまで32年間の間、教師として従事した。